# Xiaqiong
Xiaqiong (en chino, 夏邛镇; pinyin, Xiàqióng; Wade-Giles, hsia ch'iong ; en tibetano: བྱ་ཁྱུང, wylie: bya khyun) es el poblado administrativo del Condado Batang bajo la administración directa de la Prefectura Garze. Se ubica al oeste de la provincia de Sichuan, en el corazón geográfico de la República Popular China en la ruta principal entre Chengdu y Lhasa (Tíbet) y justo al este del Jinsha (Arenas doradas) o río  Yangtze superior. Con una altura de 2700 m s.n.m. Su área es de 614 km² y su población total para 2019 superó los 10 mil habitantes.

## Administración
Desde junio de 2020, el Poblado Xiaqiong se divide en una urbe administrada como comunidad y 13 áreas rurales administradas como aldeas.

## Toponimia
El topónimo Xiaqiong [/xiá-chióng/] es la transliteración del "Dapeng" tibetano.  En la cultura tibetana existe una figura similar llamada Khyung (ཁྱུང) una especie de "garuda", un ser mitológico importante en el budismo tibetano, por lo que el nombre tibetano bya khyun significa 'pájaro Khyung'. La ciudad yace en un terreno llano y fértil con la forma de un pájaro gigante, de ahí su nombre.
Su antiguo nombre Bazhong (巴仲) es la abreviatura de "Batang" en tibetano. Bazhong se fundó en 1979 y en 1984 durante el censo de nombres de lugares, pasó a llamarse Xiaqiong. Ha sido la sede del Condado Batang desde 1951, por lo que Xiaqiong aún se conoce como el Poblado de Batang (巴塘镇).

## Descripciones, geografía y productos
El nombre original Batang (巴塘) es una transliteración del tibetano que significa una vasta pradera en la que se oyen ovejas por todas partes (de ba - el sonido que hacen las ovejas + el tibetano tang que significa llanura o estepa).
Según una fuente el nombre también se puede transcribir al chino como 八塘, Pinyin: Bātáng, pero, según The Contemporary Atlas of China (1988), debería escribirse 巴塘, que también se traduce como Bātáng en Pinyin. Se conoce oficialmente como Xiaqiong.
La llanura de Batang, que se extiende de este a oeste, tiene una longitud de unos 4 km y una anchura de entre 1,2 a 1,6 km. En las altas montañas que lo rodean hay tres aberturas: el valle del río Hsiao-pa-chung, al sureste, por el que entramos, y dos valles al noreste y al suroeste por los que el río Batang obtiene la entrada y la salida. A lo largo de estos valles hay tres caminos que conducen a Litang, al Condado de Dege, cuya frontera se encuentra a un par de días de marcha, y al Tíbet y a Yunnan, respectivamente."
El Sr. A. Hosie, cónsul británico en Chengdu, que visitó Batang en septiembre de 1904, informó que había una pequeña lamasería y que las industrias consistían en la fabricación de cuero negro y de una cerveza de cebada (chang). Informó de que la población era de unos 2.000 habitantes, con unas 400 casas tibetanas y unas 500 familias, "de las cuales sólo 70 u 80 son chinas". Batang también desempeñó un papel importante durante cientos de años en el comercio tradicional de té y caballos entre China, el Tíbet y la India, siendo una importante parada de caravanas de mulas en la "Ruta del Té y los Caballos" entre Ya'an en Sichuan y Lhasa.
William Mesny en 1905 describió Batang (que visitó en 1877) como con una población de 300 familias compuesta "sólo por tibetanos y mestizos". Había dos príncipes hereditarios ("Wang 王, rey o príncipe") que decían ser descendientes de jefes de Yunnan.
El antiguo nombre tibetano de la ciudad, M'Bah, es una transliteración del tibetano que significa una vasta pradera en la que se oyen ovejas por todas partes (de ba -el sonido que hacen las ovejas- + el tibetano tang que significa llanura o estepa).
Aquí hace más calor que en la mayor parte del Tíbet (debido a la menor altitud) y se dice que es un lugar amistoso y fácil de llevar, rodeado de campos de cebada. La llanura que rodea la ciudad es inusualmente fértil y produce dos cosechas al año. Los principales productos son: arroz, maíz, cebada, trigo, guisantes, coles, nabos, cebollas, uvas, granadas, melocotones, albaricoques, sandías y miel. También hay cinabrio (sulfuro de mercurio) de las que se extrae el mercurio.
El abate Auguste Desgodins, que estuvo en misión en el Tíbet de 1855 a 1870, escribió: "el polvo de oro se encuentra en todos los ríos e incluso en los arroyos del Tíbet oriental". Dice que en la ciudad de Bathan o Batan, que conoció personalmente, había unas 20 personas que se dedicaban regularmente al lavado de oro a pesar de las severas leyes que lo prohibían.

## Monasterio de Chöde Gaden Pendeling
En el suroeste de la ciudad se encuentra el gran Monasterio Gelugpa Chöde Gaden Pendeling (Kangning Si 康宁寺) que en la actualidad cuenta con unos 500 monjes. Todos los años, el 26 del noveno mes tibetano, se celebran coloridas danzas cham en las afueras de la ciudad.

La lamasería de Batang, que se encuentra en el oeste de la llanura, cerca de la orilla izquierda del río Batang, justo por encima de su confluencia con el pequeño río, es un grupo de edificios muy grande e imponente, rodeado por un alto muro blanco rodeado por una hilera de cipreses y sauces. Tiene dos tejados dorados y numerosos pináculos, como el monasterio de Litang. Acoge a los lamas o sacerdotes, cuyo número se estima entre 1.300 y 1.700, pero no hay que suponer que este número sea siempre residente, pues los lamas tienen el privilegio de ir y venir y, aparentemente, vivir a su antojo. Aquí fui espectador de una representación algo similar a la de Ta-chien-lu. El escenario era la herbosa orilla derecha del río Batang, por debajo de su confluencia con el pequeño río, para llegar al cual había que cruzar el primero por un puente de madera cerca de la lamasería. Allí se instalaron tiendas en forma de cuadrado, con un público de lamas en dos lados, mientras que los otros dos lados se destinaron a los artistas lama y a los espectadores de la ciudad, respectivamente. Alrededor de la plaza había tiendas más pequeñas montadas por los más acomodados, y las cocinas trabajaban duro para cocinar para sus habitantes. Nos paseamos por las diferentes casetas, y creamos no poca excitación

## Historia e importancia estratégica
Batang fue visitada en la década de 1840 por los sacerdotes franceses lazaristas Évariste Régis Huc y Joseph Gabet y su converso Monguor Samdadchiemb, que intentaban reabrir la misión católica en Lhasa. La describieron como una ciudad grande, muy poblada y rica.
Batang marcaba el punto más lejano del dominio tibetano en la ruta hacia Chengdu:

El poder temporal del Lama Supremo termina en Bathang. Las fronteras del Tíbet, propiamente dichas, se fijaron en 1726, al término de una gran guerra entre los tibetanos y los chinos. Dos días antes de llegar a Bathang, se pasa por la cima de una montaña, un monumento de piedra que muestra lo que se acordó en ese momento entre el gobierno de Lha-Ssa y el de Pekín, sobre el tema de las fronteras. En la actualidad, los países situados al este de Bathang son independientes de Lha-Ssa en cuestiones temporales. Están gobernados por una especie de príncipes feudales, nombrados originalmente por el emperador chino y que siguen reconociendo su autoridad suprema. Estos pequeños soberanos están obligados a ir cada tres años a Pekín para ofrecer su tributo al Emperador.

Spencer Chapman ofrece un relato similar, pero más detallado, de este acuerdo fronterizo:

En 1727, como resultado de la entrada de los chinos en Lhasa, la frontera entre China y el Tíbet se estableció entre las cabeceras de los ríos Mekong y Yangtze, y se marcó con un pilar, un poco al suroeste de Batang. Las tierras situadas al oeste de este pilar eran administradas desde Lhasa, mientras que los jefes tibetanos de las tribus situadas al este dependían más directamente de China. Esta frontera histórica sino-tibetana se utilizó hasta 1910. Los estados Derge, Nyarong, Batang, Litang y los cinco Hor Para nombrar los distritos más importantes, en Lhasa se les conoce colectivamente como Kham, un término indefinido adecuado para el gobierno tibetano, que es desconcertantemente vago en cuanto a detalles como los tratados y las fronteras.

El Sr. A. Hosie, cónsul británico en Chengdu, hizo un viaje rápido desde Batang hasta la frontera tibetana escoltado por las autoridades chinas, en septiembre de 1904, con la promesa de que no pondría ni un pie en la frontera con el Tíbet. Describe el hito fronterizo como un viaje de 3 días y medio (unos 80 km) al sur y ligeramente al oeste de Batang. 

Se trataba de un pilar de piedra arenisca de cuatro lados, bien desgastado, de unos 3 pies de altura y con unos 18 centímetros de lado. No había ninguna inscripción en la piedra, y cuando irreflexivamente hice un movimiento para buscar la escritura en el lado tibetano, los funcionarios chinos se pusieron inmediatamente delante de mí y me cerraron el paso al Tíbet. Al mirar hacia el Tíbet me encontré con un mar de colinas sin árboles cubiertas de hierba, y desde el valle al pie del Ningching Shan [que separa los valles del alto Mekong del del Jinsha o del alto Yangtze] se elevaba el humo de los fuegos del campamento de 400 tropas tibetanas encargadas de la protección de la frontera. No hubo tiempo de hacer ninguna inspección prolongada, pues las autoridades chinas estaban ansiosas por que me fuera lo antes posible.

La ciudad fue completamente destruida por un terremoto en 1868 o 1869. El Sr. Hosie, por su parte, data este terremoto en 1871.
En 1904 los estados de  Chala, Litang y Batang estaban "administrados por jefes nativos bajo la superintendencia de los comisarios chinos en Ta-chien-lu, Litang y Batang respectivamente". En Batang había dos jefes y varios "Shelngo" (chino: Hsing-ngo, o pinyin: Xinge) que ocupan "la misma posición que el jefe de 100 familias en el Estado de Chala". Los tibetanos estaban bajo el control de sus jefes, mientras que los chinos eran tratados únicamente por sus propias autoridades, o en los casos en los que están involucrados miembros de ambas comunidades, los casos son tratados por las autoridades de la nacionalidad del demandante.
El gobierno Qing envió a un funcionario imperial a la región para comenzar a reafirmar el control Qing poco después de la invasión del Tíbet bajo el mando de Francis Younghusband en 1904, lo que alarmó a los Manchu Qing en China, pero los lugareños se rebelaron y lo mataron. El gobierno Qing en Pekín nombró entonces a Zhao Erfeng, gobernador de Xining, "comandante del ejército del Tíbet" para reintegrar el Tíbet en China. Fue enviado en 1905 (aunque otras fuentes dicen que esto ocurrió en 1908) en una expedición punitiva y comenzó a destruir muchos monasterios en Kham y Amdo y a implementar un proceso de sinificación de la región:

Abolió los poderes de los líderes locales tibetanos y nombró magistrados chinos en su lugar. Introdujo nuevas leyes que limitaban el número de lamas y privaban a los monasterios de su poder temporal e inauguró planes para que la tierra fuera cultivada por inmigrantes chinos.
Los métodos de Zhao en el este del Tíbet prefiguran de forma extraña las políticas comunistas de casi medio siglo después. Tenían como objetivo el exterminio del clero tibetano, la asimilación del territorio y la repoblación de las mesetas tibetanas con campesinos pobres de Sichuan. Al igual que los posteriores conquistadores chinos, los hombres de Zhao saquearon y destruyeron los monasterios tibetanos, fundieron las imágenes religiosas y arrancaron los textos sagrados para utilizarlos para forrar las suelas de sus botas y, como también harían los comunistas más tarde, Zhao Erfeng elaboró un plan integral para la repoblación del Tíbet que abarcaba el trabajo de recuperación del entrenamiento militar, la educación secular, el comercio y la administración.

Mesny informa en mayo de 1905 que había un Dongzhi chino (Wade-Giles: Tung-chih) 'Prefecto', y un Dusi (W-G: Tu-szü) o 'Mayor' con un rango local de Dongling (W-G: Tung-ling), similar a 'Comandante' o 'General de Brigada', estacionados en la ciudad con autoridad sobre los dos jefes locales, que eran denominados Yingguan (W-G: Ying-kuan) u 'Oficiales de Regimiento'. El jefe principal tenía al menos 200 soldados a caballo y 600 a pie.
En febrero de 1910, Zhao Erfeng invadió Lhasa para iniciar un proceso de reformas destinado a romper el control de la jerarquía religiosa. Esta invasión hizo que el Dalai Lama huyera a la India. Sin embargo, la situación no tardó en cambiar, ya que, tras la caída de la dinastía Qing en octubre de 1911, Zhao enfrentó en varias ocasiones a los republicanos, confrontaciones que posteriormente acabarían en su captura y decapitación por los revolucionarios el 22 de diciembre de 1911 por orden de Yin Changheng.
El misionero estadounidense Albert Shelton fue asesinado, probablemente por bandoleros, el 17 de febrero de 1922 cerca de Batang. El explorador británico George Pereira murió en la ciudad el 20 de octubre de 1923.
En 1932 el señor de la guerra de Sichuan, Liu Wenhui (en chino: 刘文辉; 1895-1976), hizo retroceder a los tibetanos hasta el Yangtze Río y hasta amenazó con atacar Chamdo. En Batang, Kesang Tsering, un medio tibetano, que decía actuar en nombre de Chiang Kai-shek (Pinyin: Jiang Jieshi. 1887-1975), consiguió desalojar al gobernador de Liu Wen-hui de la ciudad con el apoyo de algunas tribus locales. Un poderoso "lama libre" de la región obtuvo el apoyo de las fuerzas tibetanas y ocupó Batang, pero más tarde tuvo que retirarse. En agosto de 1932 el gobierno tibetano había perdido tanto territorio que el Dalai Lama telegrafió al gobierno de la India pidiendo ayuda diplomática. A principios de 1934 se había acordado un alto el fuego y un armisticio con Liu Wen-hui y el gobernador Ma de Chinghai en el que los tibetanos renunciaban a todo el territorio al este del Yangtze (incluida la región de Batang) pero mantenían el control del Yaklo (Yenchin), que hasta entonces había sido un enclave chino al oeste del río.